# Mezzolombardo
Mezzolombardo – miejscowość i gmina we Włoszech, w regionie Trydent-Górna Adyga, w prowincji Trydent.
Według danych na rok 2004 gminę zamieszkiwało 5940 osób, 456,9 os./km².